# Embarcació de vela

Un típic sloop monobuc amb plataforma Bermuda

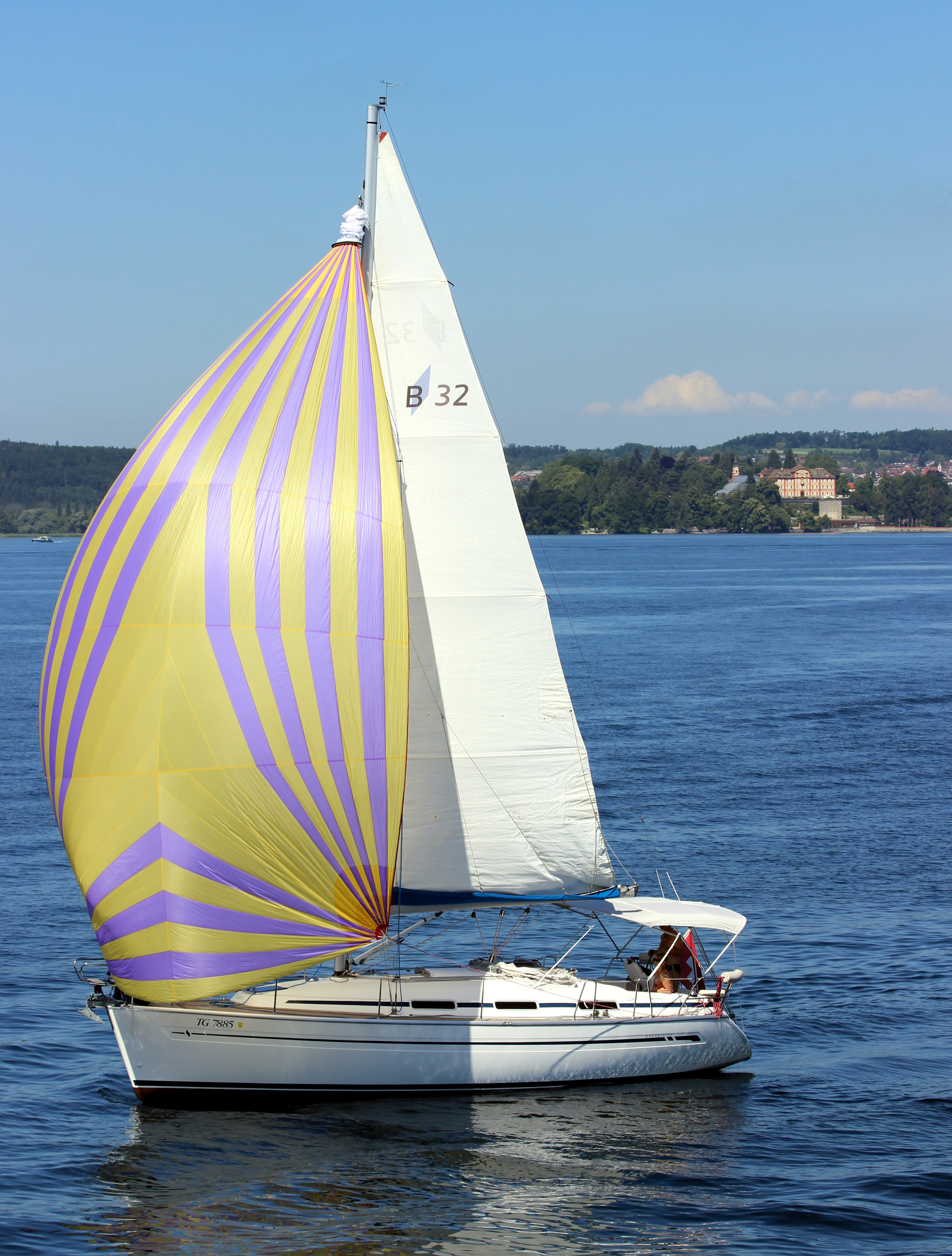
Veler al llac de Constança, Alemanya.

Una embarcació de vela o barca de vela és una embarcació propulsada parcialment o totalment per veles i és més petita que un vaixell de vela. Les diferències entre el que es defineix com embarcació de vela o vaixell de vela varien segons la regió i la cultura marítima del lloc.

## Tipus
Tot i que la terminologia dels velers ha variat al llarg de la història, molts termes tenen significats específics en el context de la navegació moderna. Es poden distingir un gran nombre de tipus de velers per mida, configuració del buc, tipus de quilla, finalitat, nombre i configuració de pals i pla de vela .
Els dissenys monobuc més populars hi ha:

### Catboat

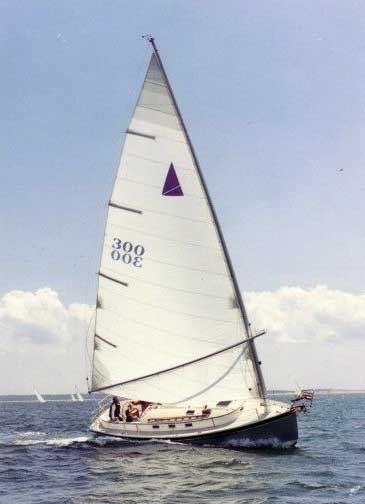
Un catboat

Un catboat té un únic pal muntat molt endavant i no porta foc. La majoria dels dissenys moderns només tenen una vela, la vela major; tanmateix, el catboat tradicional podria portar més d'una vela;. és un veler encantador i distintiu amb un únic pal amb una única vela gran, i una botavara ampla que garanteix l'estabilitat. Aquest tipus d'embarcació, té una rica història que es remunta al segle XIX a les regions costaneres dels Estats Units, en particular a Nova Anglaterra, on va ser molt utilitzat per pescadors i mariners. Amb el seu disseny senzill i l'aparell sense complicacions, el catboat ofereix una experiència de navegació senzilla i relaxada, el que el converteix en una opció ideal tant per a navegants principiants com per simple plaer. Encara avui, els catboats continuen sent estimats pels entusiastes que aprecien el seu patrimoni i gaudeixen del seu aspecte pintoresc mentre naveguen per les vies navegables.

### Dinghy

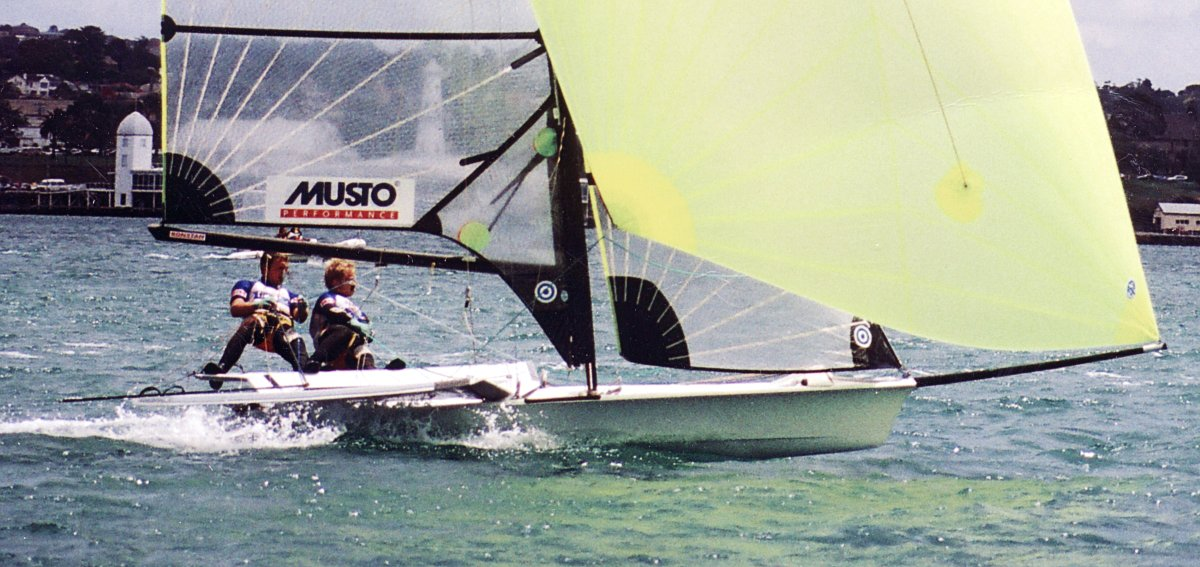
Un vaixell de regates

Un Dinghy és un tipus de petit veler obert que s'utilitza habitualment per a l'esbarjo, l'entrenament de la vela i la cura d'un vaixell més gran. Són populars en els programes de navegació juvenil pel seu curt LOA, funcionament senzill i manteniment mínim. Tenen tres (o menys) veles: vela major, floc i spinnaker.

### Quetx

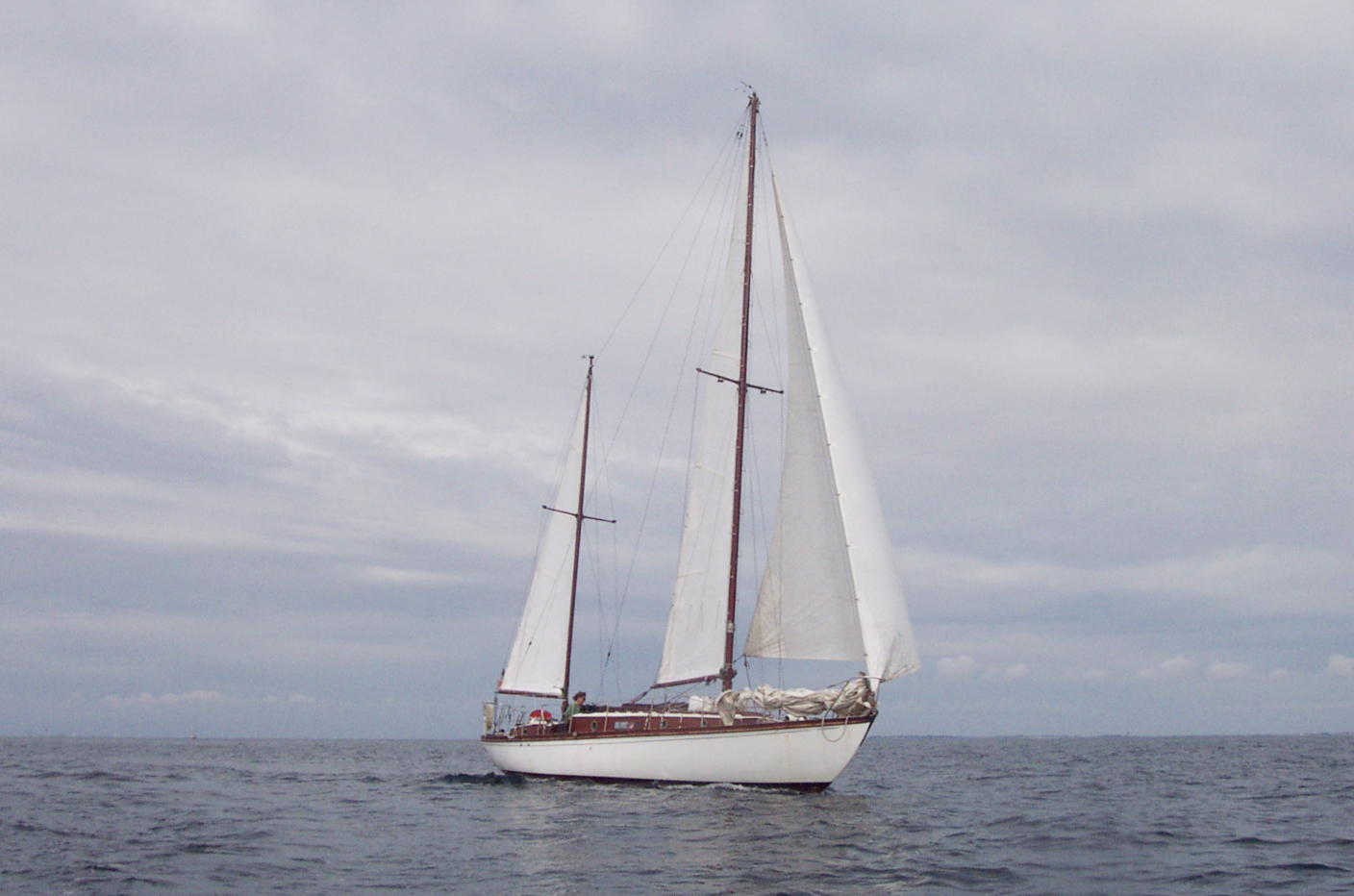
Un quetx

Un quetx és semblant a un sloop, però té un segon pal més curt a popa del pal principal. El segon pal s'anomena pal de mitjana i la vela s'anomena vela de mitjana. Un quetx també es pot aparellar amb dues veles majors

### Goleta

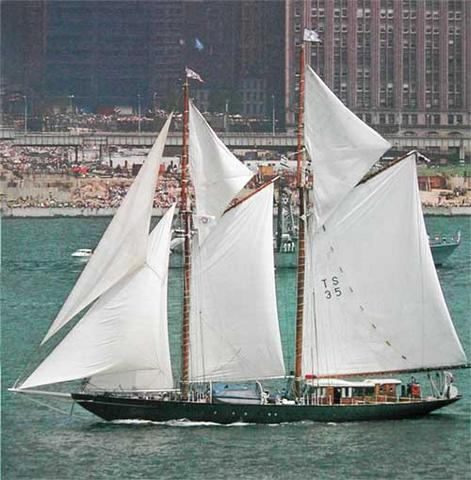
Una goleta

Una goleta té un pal major més alt que el pal de proa, cosa que la distingeix d'un quetx o d'un yawl. Una goleta pot tenir més de dos pals, amb el pal de proa sempre més baix que el principal. Les goletas tradicionals tenen uns pals que permeten muntar veles triangulars per sobre de les seves veles cangrees; moltes goletes modernes estan equipades amb aparell bermudià.

### Sloop

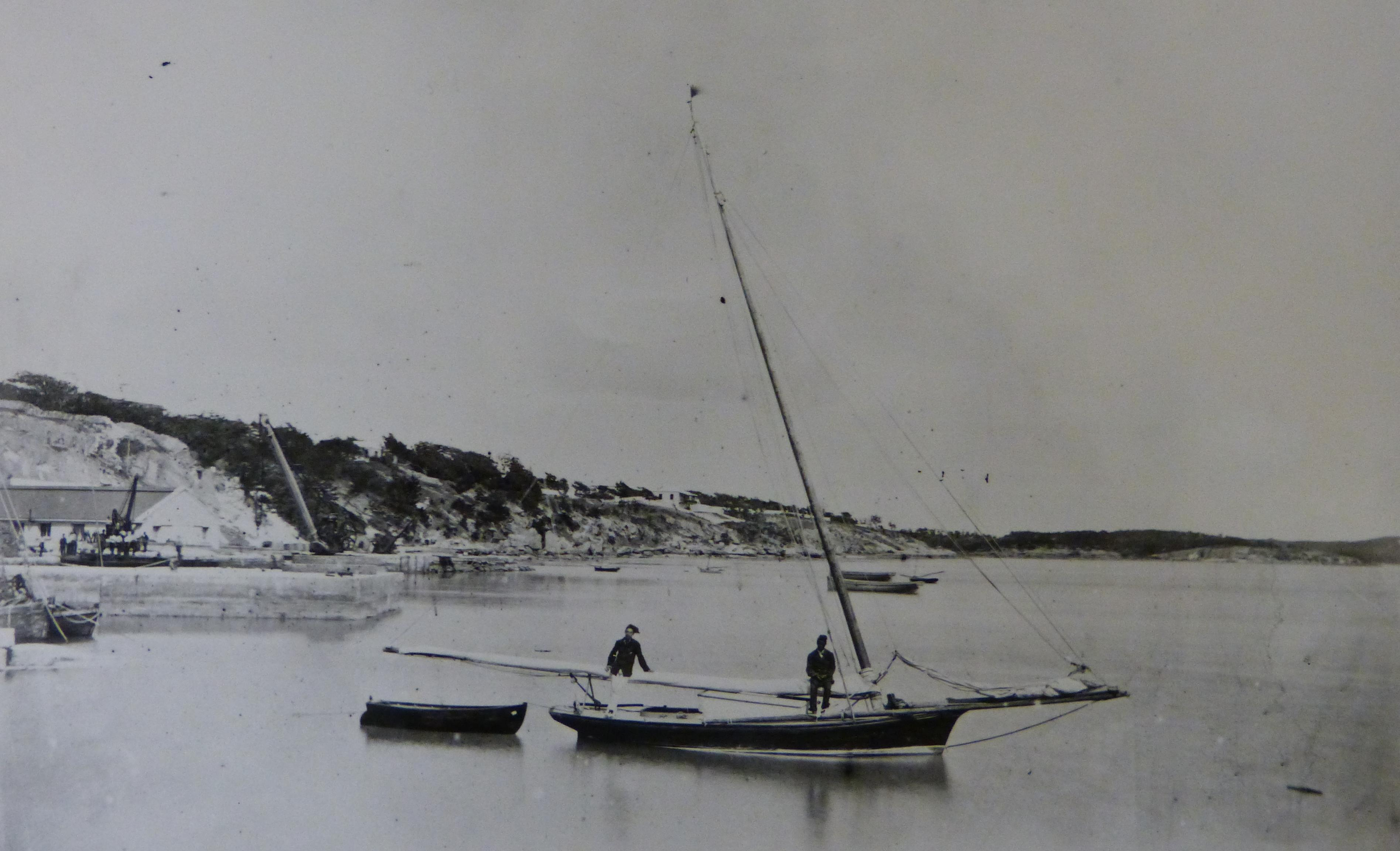
Sloop a Convict Bay, Bermudes.

El veler modern més comú és el sloop, que té un pal i dues veles, normalment una major amb aparell Marconi, i una vela de proa . Aquesta senzilla configuració és molt eficient per navegar contra el vent.
Una sloop aparellat té el seu estay enganxat en un punt per sota de la part superior del pal, la qual cosa permet aplanar la vela major per millorar el rendiment tensant la part superior del pal des de l'estai popa. Una vela major més petita és més fàcil de maniobrar amb una tripulació escassa.

### Yawl
Un yawl és similar a un quetx, amb un pal de mitjana més curt portat a la part posterior del timó més per equilibrar el timó que per a la propulsió.

## Estabilitat

Esquema de forces.

L'estabilitat d'una embarcació de vela és la tendència que ha de tenir a recobrar la seva posició inicial, quan s'aparta d'ella per l'acció de forces exteriors com poden ser el mar i el vent. L'estabilitat transversal, o resistència a l'escora, és la més important enembarcacions de vela. En produir-se l'escora es genera un parell de forces: d'una banda el pes del vaixell que està aplicat al centre de gravetat del vaixell i de l'altra la força d'empenta o flotació que està aplicada al centre de carena. Un embarcació serà més estable quan la resultant d'aquest parell de forces el porti a la posició original. Podem aconseguir que una embarcació sigui més estable per una banda mentre més baix estigui el centre de gravetat, i de l'altra quan el centre de carena es desplaci més lateralment en produir-se l'escora. Per això les embarcacions de vela porten pes a la quilla o llast i com més amples siguin, és a dir, amb més mànega també seran més estables. Però un excés d'estabilitat no és bo, ja que sotmet esforços innecessaris a totes les estructures de coberta, dient-se llavors que el vaixell és dur. Un defecte d'estabilitat fa que trigui molt en adreçar-se després d'un cop de mar o després de qualsevol altra causa que tregui el vaixell de la seva posició inicial.

## Buc

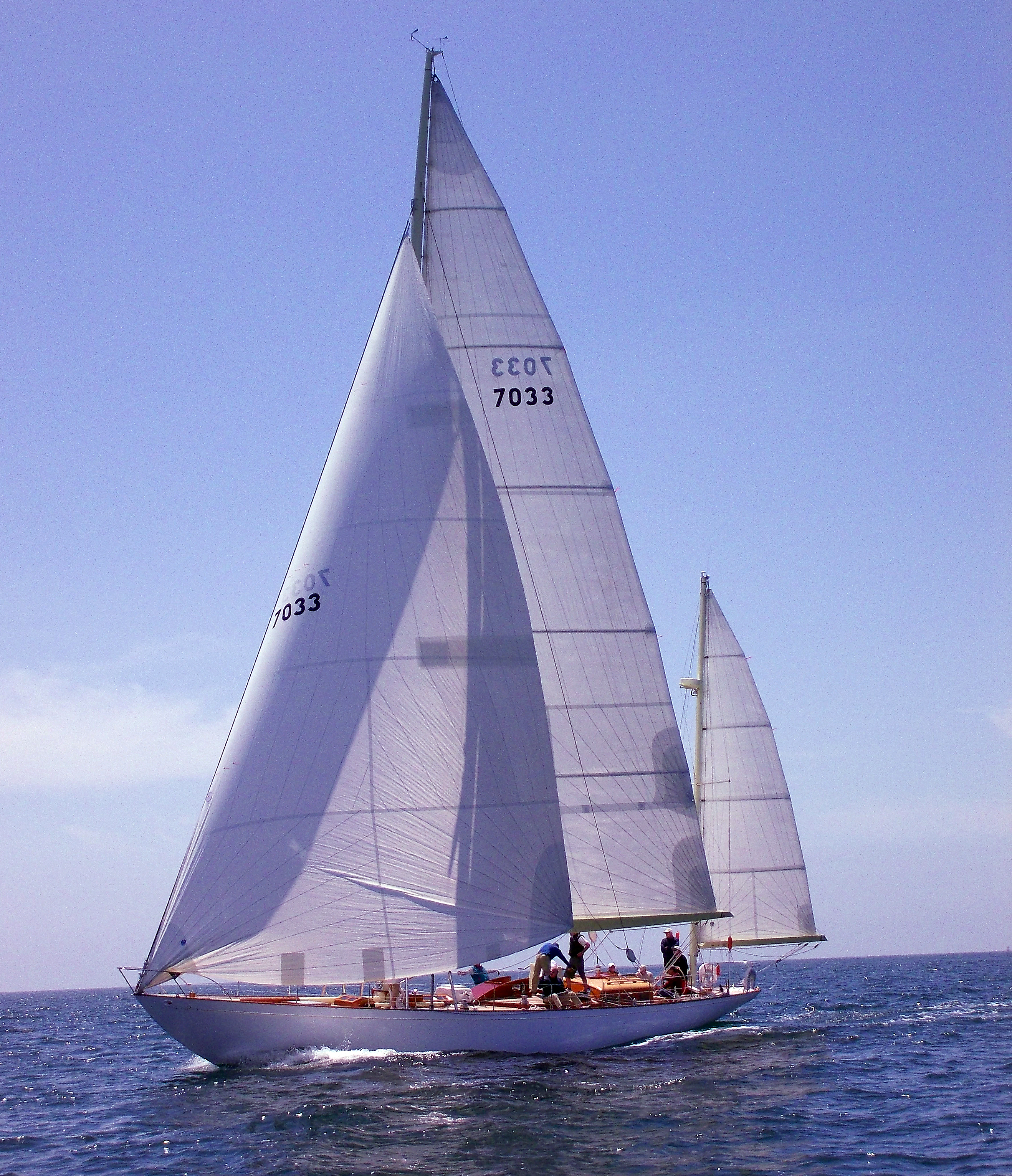
Sparkman & Stephens en cenyida

Les embarcacions de vela tradicionals són monobuc, però els catamarans i trimarans amb disseny multibuc estan guanyant popularitat. Les embarcacions monobuc generalment depenen del llast per a l'estabilitat i solen ser bucs de desplaçament. Aquest llast estabilitzador pot, en vaixells dissenyats per a regates, arribar al 50% del pes de l'embarcació, però generalment ronda el 30%. Crea dos problemes; un, li dóna al monobuc una tremenda inèrcia, fent-lo menys maniobrable i reduint la seva acceleració. En segon lloc, tret que s'hagi construït amb escuma flotant o dipòsits d'aire, si un monobuc s'omple d'aigua, s'enfonsarà.
Els multibuc es basen en la geometria i la posició àmplia dels seus múltiples bucs per a la seva estabilitat, evitant qualsevol forma de llast. Alguns multibucs estan dissenyats per ser el més lleugers possible tot mantenint la integritat estructural. Es poden construir amb cambres de flotació plenes d'escuma i alguns trimarans moderns estan classificats com a insubmergibles, el que significa que, si tots els compartiments de la tripulació s'omplen completament d'aigua, el buc en si té prou flotabilitat per romandre a flotació.
Un multibuc optimitzat per a un pes lleuger (a costa de les comoditats de creuer i l'emmagatzematge d'aliments i altres subministraments), combinat amb l'absència de llast, pot provocar guanys de rendiment en termes d'acceleració, velocitat màxima i maniobrabilitat.
La manca de llast fa que sigui molt més fàcil aconseguir un multibuc lleuger a l'avió, reduint la seva superfície mullada i, per tant, la seva resistència. El pes total reduït significa un esborrany reduït, amb un perfil submarí molt reduït. Això, al seu torn, es tradueix directament en una reducció de la superfície mullada i l'arrossegament. Sense una quilla de llast, els multibuc poden anar en aigües poc profundes on els monobuc no poden.
Hi ha avantatges, però, en el disseny de multibuc. Un vaixell amb llast ben dissenyat pot recuperar-se d'un bolcament, fins i tot de girar-se completament. Endreçar un multibuc que s'ha posat cap per avall és difícil en qualsevol cas i impossible sense ajuda, tret que l'embarcació sigui petita o porti un equipament especial per a això. Els multibuc sovint resulten més difícils de virar, ja que el pes reduït condueix directament a una reducció de l'impuls, fent que els multibuc perdin més ràpidament la velocitat quan es dirigeixen al vent. A més, la integritat estructural és molt més fàcil d'aconseguir en un monobuc d'una sola peça que en un multibuc de dues o tres peces l'estructura de connexió del qual ha de ser substancial i ben connectada amb els bucs.
Tots aquests tipus de buc també es poden fabricar com a hidroplans o equipats amb.

## Quilla

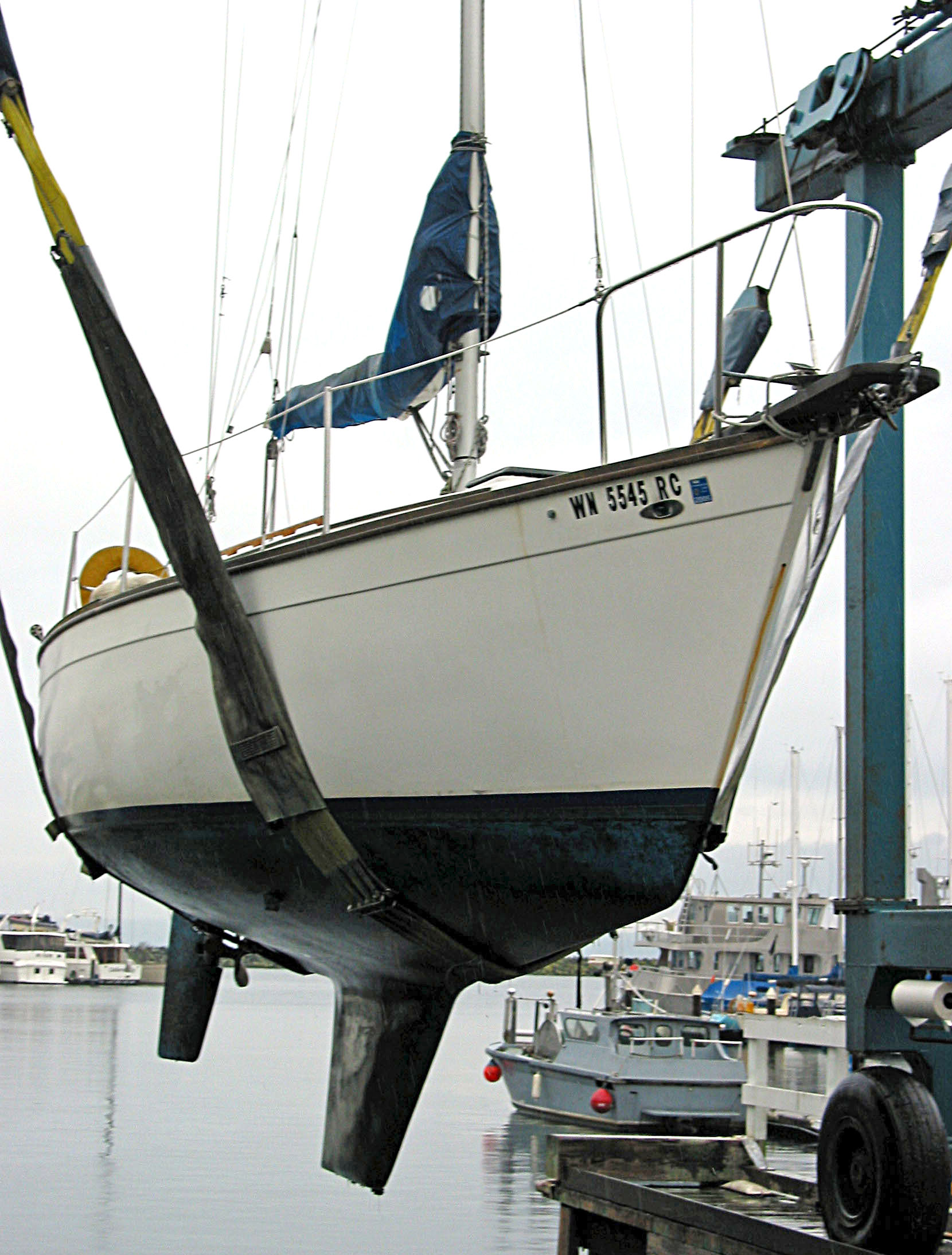
Iot de vela amb quilla d'aleta

Tots les embarcacions de vela tenen algun tipus de quilla, és la columna vertebral del buc. En la construcció tradicional, és l'estructura de la qual depèn tota la resta. Els dissenys monobucs moderns inclouen una quilla virtual. Fins i tot els multibuc tenen quilla. En un veler, la paraula "quilla" també s'utilitza per referir-se a la zona que s'afegeix al buc per millorar-ne el pla lateral. El pla lateral és el que impedeix marge de maniobra i permet navegar cap al vent. Aquesta pot ser una peça externa o una part del buc.
a majoria dels monobucs més grans que un vaixell requereixen llast integrat. Depenent del disseny del vaixell, el llast pot ser del 20 al 50 per cent del desplaçament. El llast s'integra sovint a les seves quilles com a grans masses de plom o ferro colat. D'aquesta manera s'assegura el llast i el baixa el més baix possible per millorar-ne l'eficàcia. Les quilles exteriors es fan amb la forma de la quilla. La quilla d'un monobuc es fa efectiva gràcies a una combinació de pes, profunditat i longitud.
La majoria dels vaixells monobuc moderns tenen quilla d'aleta, que són pesades i profundes, però curtes en relació amb la longitud del buc. Els iots més tradicionals portaven una quilla completa que generalment és la meitat o més de l'eslora del vaixell. Una característica recent és una quilla alada, que és curta i poc profunda, però té molt pes en dues "ales" que van de costat de la part principal de la quilla. Encara més recent és el concepte de quilla inclinada, dissenyada per moure el pes de la part inferior d'un veler cap al costat de contravent, permetent que l'embarcació porti més veles. Una quilla doble té l'avantatge d'un calat poc profund i pot permetre que el vaixell es mantingui a terra seca.
Els multibuc, en canvi, tenen una necessitat mínima d'aquest llast, ja que depenen de la geometria del seu disseny, la base ampla dels seus múltiples bucs, per a la seva estabilitat. Els dissenyadors de multibuc de rendiment, com l' Open 60's, fan tot el possible per reduir el pes total del vaixell tant com sigui possible. Això porta a alguns a comentar que dissenyar un multibuc és similar a dissenyar un avió.
Una orsa és una quilla lleugera retràctil que es pot tirar cap amunt en aigües poc profundes.

## Orsa
L'orsa és, en essència, una quilla molt lleugera, que no està permanentment muntada i es pot aixecar per navegar per aigües poc profundes, així com per millorar la velocitat a favor del vent o per facilitar el transport del vaixell en un remolc. Algunes embarcacions esportives estan dissenyades per funcionar com un avió a la superfície de l'aigua, ja que compten amb orses o quilles del tipus hidroala.

## Pal
En les embarcacions de vela petits, els pals es poden "ancorar" al seu lloc, amb l'extrem inferior en un receptacle que es recolza per sobre de la quilla del vaixell o sobre la coberta o una altra superestructura que permeti aixecar el pal en un punt de frontissa fins que està erecte. Alguns pals es recolzen únicament a la quilla i lateralment a la coberta. La majoria dels pals es basen en part o totalment (per als que trepitgen la coberta) en aparells dempeus, recolzant-los de costat a costat i de proa i de popa per aguantar-los. Pals de més de 25 peus (7.6 m) pot requerir una grua i normalment es trepitgen la quilla a través de qualsevol cabina o altra superestructura.

## Propulsió d'emergència
Les embarcacions de vela més petites solen utilitzar un rem ; les més grans poden més d'un rem; o fins i tot poden emprar un motor fora borda, muntat a la popa.